# Deuces Wild
Deuces Wild est un groupe formé en 1991 de Stefan Zauner (chant, claviers) et Aron Strobel (guitare), deux musiciens du groupe de pop allemand Münchener Freiheit. Le groupe ne dura que le temps d'un disque, Living in the Sun, commercialisé par Columbia Records.
Il contient une reprise de This Boy des Beatles. Les autres titres ont été composés par Zauner et Strobel avec la participation, comme pour Münchener Freiheit, de Tim Touchton. Dans le livret du disque, les deux membres du groupe apparaissent comme Steven Fencer (traduction littérale de Zauner en anglais : Zaun, qui signifie clôture en allemand, se dit fence en anglais) et Nora LeBorts (anagramme de Aron Strobel).
Les chansons montraient un style très comparable à celui de Münchener Freiheit. Ni l'album ni le single du même nom n'eurent de succès. Zauner et Strobel en terminèrent avec Deuces Wild et retrouvèrent le succès l'année suivante avec le nouvel album de Münchener Freiheit, Liebe auf den ersten Blick, qui entra dans le Top 10 allemand.

## Sources
- (en) Cet article est partiellement ou en totalité issu de l’article de Wikipédia en anglais intitulé « Deuces Wild (band) » (voir la liste des auteurs).